# National Hockey League 2002/2003
National Hockey League 2002/2003 var den 86:e säsongen av NHL, där samtliga 30 lag spelade 82 grundseriesmatcher innan det avgjorts vilka 16 lag som gick vidare till slutspelet. New Jersey Devils vann Stanley Cup för tredje gången efter 4–3 i matcher mot Mighty Ducks of Anaheim.
Den här säsongen införde man skyddsnät i arenorna, efter tidigare dödsolyckor.
Peter Forsberg, Colorado Avalanche, vann poängligan på 106 poäng (29 mål + 77 assist) och tog även hem Hart Memorial Trophy. Forsberg blev därmed den förste nordbo att vinna poängligan i NHL. Och för andra året i rad kom Markus Näslund, Vancouver Canucks, tvåa i poängligan.

## Grundserien

### Eastern Conference
Not: SM = Spelade matcher, V = Vunna, O = Oavgjorda, F = Förlorade, ÖTF = Övertidsförlust, GM = Gjorda mål, IM = Insläppta mål, Pts = Poäng, MSK = Målskillnad
- Lag i GRÖN färg till slutspel.
- Lag i RÖD färg har spelat klart för säsongen.

Lagen som kvalificerade sig för slutspel förutom de fyra divisionsvinnarna var de tolv lag (sex i varje konferens) som hade mest poäng i grundserien.
| Atlantic Division   | SM | V  | O  | F  | ÖTF | GM  | IM  | Pts | MSK |
| ------------------- | -- | -- | -- | -- | --- | --- | --- | --- | --- |
| New Jersey Devils   | 82 | 46 | 16 | 20 | 6   | 216 | 166 | 108 | +50 |
| Philadelphia Flyers | 82 | 45 | 17 | 20 | 4   | 211 | 166 | 107 | +45 |
| New York Islanders  | 82 | 35 | 13 | 34 | 2   | 224 | 231 | 83  | -7  |
| New York Rangers    | 82 | 32 | 14 | 36 | 4   | 210 | 231 | 78  | -21 |
| Pittsburgh Penguins | 82 | 27 | 11 | 44 | 5   | 189 | 255 | 65  | -66 |

| Northeast Division  | SM | V  | O  | F  | ÖTF | GM  | IM  | Pts | MSK |
| ------------------- | -- | -- | -- | -- | --- | --- | --- | --- | --- |
| Ottawa Senators     | 82 | 52 | 9  | 21 | 1   | 263 | 182 | 113 | +81 |
| Toronto Maple Leafs | 82 | 44 | 10 | 28 | 3   | 236 | 208 | 98  | +28 |
| Boston Bruins       | 82 | 36 | 15 | 31 | 4   | 245 | 237 | 87  | +8  |
| Montreal Canadiens  | 82 | 30 | 17 | 35 | 9   | 206 | 234 | 77  | -28 |
| Buffalo Sabres      | 82 | 27 | 18 | 37 | 8   | 190 | 219 | 72  | -29 |

| Southeast Division  | SM | V  | O  | F  | ÖTF | GM  | IM  | Pts | MSK |
| ------------------- | -- | -- | -- | -- | --- | --- | --- | --- | --- |
| Tampa Bay Lightning | 82 | 36 | 21 | 25 | 5   | 219 | 210 | 93  | +9  |
| Washington Capitals | 82 | 39 | 14 | 29 | 6   | 224 | 220 | 92  | +4  |
| Atlanta Thrashers   | 82 | 31 | 12 | 39 | 5   | 226 | 284 | 74  | -58 |
| Florida Panthers    | 82 | 24 | 22 | 36 | 9   | 176 | 237 | 70  | -61 |
| Carolina Hurricanes | 82 | 22 | 17 | 43 | 6   | 171 | 240 | 61  | -69 |

### Western Conference
| Central Division      | SM | V  | O  | F  | ÖTF | GM  | IM  | Pts | MSK |
| --------------------- | -- | -- | -- | -- | --- | --- | --- | --- | --- |
| Detroit Red Wings     | 82 | 48 | 14 | 20 | 4   | 269 | 203 | 110 | +66 |
| St. Louis Blues       | 82 | 41 | 17 | 24 | 6   | 253 | 222 | 99  | +31 |
| Chicago Blackhawks    | 82 | 30 | 19 | 33 | 6   | 207 | 226 | 79  | -19 |
| Nashville Predators   | 82 | 27 | 20 | 35 | 7   | 183 | 206 | 74  | -23 |
| Columbus Blue Jackets | 82 | 29 | 11 | 42 | 3   | 213 | 263 | 69  | -50 |

| Northwest Division | SM | V  | O  | F  | ÖTF | GM  | IM  | Pts | MSK |
| ------------------ | -- | -- | -- | -- | --- | --- | --- | --- | --- |
| Colorado Avalanche | 82 | 42 | 21 | 19 | 8   | 251 | 194 | 105 | +57 |
| Vancouver Canucks  | 82 | 45 | 14 | 23 | 1   | 264 | 208 | 104 | +56 |
| Minnesota Wild     | 82 | 42 | 11 | 29 | 1   | 198 | 178 | 95  | +20 |
| Edmonton Oilers    | 82 | 36 | 20 | 26 | 9   | 231 | 230 | 92  | +1  |
| Calgary Flames     | 82 | 29 | 17 | 36 | 4   | 186 | 228 | 75  | -42 |

| Pacific Division        | SM | V  | O  | F  | ÖTF | GM  | IM  | Pts | MSK |
| ----------------------- | -- | -- | -- | -- | --- | --- | --- | --- | --- |
| Dallas Stars            | 82 | 46 | 19 | 17 | 4   | 245 | 169 | 111 | +76 |
| Mighty Ducks of Anaheim | 82 | 40 | 15 | 27 | 6   | 203 | 193 | 95  | +10 |
| Los Angeles Kings       | 82 | 33 | 12 | 37 | 6   | 203 | 221 | 78  | -18 |
| Phoenix Coyotes         | 82 | 31 | 16 | 35 | 5   | 204 | 230 | 78  | -26 |
| San Jose Sharks         | 82 | 28 | 17 | 37 | 8   | 214 | 239 | 73  | -25 |

## Poängligan
| Spelare        | Lag                 | SM | M  | A  | Pts |
| -------------- | ------------------- | -- | -- | -- | --- |
| Peter Forsberg | Colorado Avalanche  | 75 | 29 | 77 | 106 |
| Markus Näslund | Vancouver Canucks   | 82 | 48 | 56 | 104 |
| Joe Thornton   | Boston Bruins       | 77 | 36 | 65 | 101 |
| Milan Hejduk   | Colorado Avalanche  | 82 | 50 | 48 | 98  |
| Todd Bertuzzi  | Vancouver Canucks   | 82 | 46 | 51 | 97  |
| Pavol Demitra  | St. Louis Blues     | 78 | 36 | 57 | 93  |
| Glen Murray    | Boston Bruins       | 82 | 44 | 48 | 92  |
| Mario Lemieux  | Pittsburgh Penguins | 67 | 28 | 63 | 91  |
| Dany Heatley   | Atlanta Thrashers   | 77 | 41 | 48 | 89  |
| Zigmund Palffy | Los Angeles Kings   | 76 | 37 | 48 | 85  |

## Slutspelet
16 lag gör upp om Stanley Cup. Samtliga matchserier avgörs i bäst av sju matcher.
|  | Kvartsfinaler inom konferensen | Kvartsfinaler inom konferensen        | Kvartsfinaler inom konferensen |   |                     | Semifinaler inom konferensen | Semifinaler inom konferensen | Semifinaler inom konferensen |                   |                   | Finaler inom konferensen | Finaler inom konferensen | Finaler inom konferensen |  |  | Stanley Cup-finalen | Stanley Cup-finalen | Stanley Cup-finalen |
|  |                                |                                       |                                |   |                     |                              |                              |                              |                   |                   |                          |                          |                          |  |  |                     |                     |                     |
|  | 1                              | Ottawa Senators                       | 4                              |   |                     | 1                            | Ottawa Senators              | 4                            |                   |                   |                          |                          |                          |  |  |                     |                     |                     |
|  | 8                              | New York Islanders                    | 1                              |   |                     | 4                            | Philadelphia Flyers          | 2                            |                   |                   |                          |                          |                          |  |  |                     |                     |                     |
|  |                                |                                       |                                |   |                     |                              |                              |                              |                   |                   |                          |                          |                          |  |  |                     |                     |                     |
|  | 2                              | New Jersey Devils                     | 4                              |   |                     |                              |                              |                              | Östra konferensen | Östra konferensen | Östra konferensen        | Östra konferensen        | Östra konferensen        |  |  |                     |                     |                     |
|  | 2                              | New Jersey Devils                     | 4                              |   |                     |                              |                              |                              | Östra konferensen | Östra konferensen | Östra konferensen        | Östra konferensen        | Östra konferensen        |  |  |                     |                     |                     |
|  | 7                              | Boston Bruins                         | 1                              |   |                     |                              |                              |                              |                   |                   |                          |                          |                          |  |  |                     |                     |                     |
|  | 7                              | Boston Bruins                         | 1                              |   |                     |                              |                              |                              |                   | 1                 | Ottawa Senators          | 3                        |                          |  |  |                     |                     |                     |
|  |                                |                                       |                                |   |                     |                              |                              |                              |                   | 1                 | Ottawa Senators          | 3                        |                          |  |  |                     |                     |                     |
|  |                                | 2                                     | New Jersey Devils              | 4 |                     |                              |                              |                              |                   |                   |                          |                          |                          |  |  |                     |                     |                     |
|  | 3                              | 2                                     | New Jersey Devils              | 4 | Tampa Bay Lightning | 4                            |                              |                              |                   |                   |                          |                          |                          |  |  |                     |                     |                     |
|  | 3                              |                                       |                                |   | Tampa Bay Lightning | 4                            |                              |                              |                   |                   |                          |                          |                          |  |  |                     |                     |                     |
|  | 6                              | Washington Capitals                   | 2                              |   |                     |                              |                              |                              |                   |                   |                          |                          |                          |  |  |                     |                     |                     |
|  | 6                              | Washington Capitals                   | 2                              |   |                     |                              |                              |                              |                   |                   |                          |                          |                          |  |  |                     |                     |                     |
|  |                                |                                       |                                |   |                     |                              |                              |                              |                   |                   |                          |                          |                          |  |  |                     |                     |                     |
|  |                                |                                       |                                |   |                     |                              |                              |                              |                   |                   |                          |                          |                          |  |  |                     |                     |                     |
|  | 4                              | Philadelphia Flyers                   | 4                              |   | 2                   | New Jersey Devils            | 4                            |                              |                   |                   |                          |                          |                          |  |  |                     |                     |                     |
|  | 4                              | Philadelphia Flyers                   | 4                              |   | 2                   | New Jersey Devils            | 4                            |                              |                   |                   |                          |                          |                          |  |  |                     |                     |                     |
|  | 5                              | Toronto Maple Leafs                   | 3                              |   |                     | 3                            | Tampa Bay Lightning          | 1                            |                   |                   |                          |                          |                          |  |  |                     |                     |                     |
|  | 5                              | Toronto Maple Leafs                   | 3                              |   |                     |                              |                              |                              |                   | E2                | New Jersey Devils        | 4                        |                          |  |  |                     |                     |                     |
|  |                                | (Lagen omseedas efter kvartfinalerna) |                                |   |                     |                              |                              |                              |                   | E2                | New Jersey Devils        | 4                        |                          |  |  |                     |                     |                     |
|  |                                | W7                                    | Anaheim Ducks                  | 3 |                     |                              |                              |                              |                   |                   |                          |                          |                          |  |  |                     |                     |                     |
|  | 1                              | W7                                    | Anaheim Ducks                  | 3 | Dallas Stars        | 4                            |                              |                              | 1                 | Dallas Stars      | 2                        |                          |                          |  |  |                     |                     |                     |
|  | 1                              |                                       |                                |   | Dallas Stars        | 4                            |                              |                              | 1                 | Dallas Stars      | 2                        |                          |                          |  |  |                     |                     |                     |
|  | 8                              | Edmonton Oilers                       | 2                              |   |                     | 7                            | Anaheim Ducks'               | 4                            |                   |                   |                          |                          |                          |  |  |                     |                     |                     |
|  | 8                              | Edmonton Oilers                       | 2                              |   |                     | 7                            | Anaheim Ducks'               | 4                            |                   |                   |                          |                          |                          |  |  |                     |                     |                     |
|  |                                |                                       |                                |   |                     |                              |                              |                              |                   |                   |                          |                          |                          |  |  |                     |                     |                     |
|  | 2                              | Detroit Red Wings                     | 0                              |   |                     |                              |                              |                              |                   |                   |                          |                          |                          |  |  |                     |                     |                     |
|  | 2                              | Detroit Red Wings                     | 0                              |   |                     |                              |                              |                              |                   |                   |                          |                          |                          |  |  |                     |                     |                     |
|  | 7                              | Anaheim Ducks                         | 4                              |   |                     |                              |                              |                              |                   |                   |                          |                          |                          |  |  |                     |                     |                     |
|  | 7                              | Anaheim Ducks                         | 4                              |   |                     |                              |                              |                              | 6                 | Minnesota Wild    | 0                        |                          |                          |  |  |                     |                     |                     |
|  |                                |                                       |                                |   |                     |                              |                              |                              | 6                 | Minnesota Wild    | 0                        |                          |                          |  |  |                     |                     |                     |
|  |                                | 7                                     | Anaheim Ducks                  | 4 |                     |                              |                              |                              |                   |                   |                          |                          |                          |  |  |                     |                     |                     |
|  | 3                              | 7                                     | Anaheim Ducks                  | 4 | Colorado Avalanche  | 3                            |                              |                              |                   |                   |                          |                          |                          |  |  |                     |                     |                     |
|  | 3                              |                                       |                                |   | Colorado Avalanche  | 3                            |                              |                              |                   |                   |                          |                          |                          |  |  |                     |                     |                     |
|  | 6                              | Minnesota Wild                        | 4                              |   |                     |                              |                              |                              |                   |                   | Västra konferensen       | Västra konferensen       | Västra konferensen       |  |  |                     |                     |                     |
|  | 6                              | Minnesota Wild                        | 4                              |   |                     |                              |                              |                              |                   |                   | Västra konferensen       | Västra konferensen       | Västra konferensen       |  |  |                     |                     |                     |
|  |                                |                                       |                                |   |                     |                              |                              |                              |                   |                   |                          |                          |                          |  |  |                     |                     |                     |
|  | 4                              | Vancouver Canucks                     | 4                              |   | 4                   | Vancouver Canucks            | 3                            |                              |                   |                   |                          |                          |                          |  |  |                     |                     |                     |
|  | 4                              | Vancouver Canucks                     | 4                              |   | 4                   | Vancouver Canucks            | 3                            |                              |                   |                   |                          |                          |                          |  |  |                     |                     |                     |
|  | 5                              | St. Louis Blues                       | 3                              |   |                     | 6                            | Minnesota Wild               | 4                            |                   |                   |                          |                          |                          |  |  |                     |                     |                     |

### Stanley Cup-finalen
New Jersey Devils vs. Mighty Ducks of Anaheim
New Jersey Devils vann finalserien med 4-3 i matcher

## Poängligan slutspelet
Not: SM = Spelade matcher, M = Mål, A = Assists, Pts = Poäng
| Spelare             | Lag        | SM | M  | A  | Pts |
| ------------------- | ---------- | -- | -- | -- | --- |
| Jamie Langenbrunner | New Jersey | 24 | 11 | 7  | 18  |
| Scott Niedermayer   | New Jersey | 24 | 2  | 16 | 18  |
| Marián Gáborík      | Minnesota  | 18 | 9  | 8  | 17  |
| John Madden         | New Jersey | 24 | 6  | 10 | 16  |
| Marián Hossa        | Ottawa     | 18 | 5  | 11 | 16  |
| Mike Modano         | Dallas     | 12 | 5  | 10 | 15  |
| Jeff Friesen        | New Jersey | 24 | 10 | 4  | 14  |
| Markus Näslund      | Vancouver  | 14 | 5  | 9  | 14  |
| Sergej Zubov        | Dallas     | 12 | 4  | 10 | 14  |

## Debutanter
Några kända debutanter under säsongen:
| - Martin Gerber, Mighty Ducks of Anaheim - Tim Thomas, Boston Bruins - Ryan Miller, Buffalo Sabres - Jordan Leopold, Calgary Flames - Rick Nash, Columbus Blue Jackets - Steve Ott, Dallas Stars - Henrik Zetterberg, Detroit Red Wings - Aleš Hemský, Edmonton Oilers - Jay Bouwmeester, Florida Panthers | - Aleksandr Frolov, Los Angeles Kings - Cristobal Huet, Los Angeles Kings - Joe Corvo, Los Angeles Kings - Mike Cammalleri, Los Angeles Kings - Pierre-Marc Bouchard, Minnesota Wild - Anton Voltjenkov, Ottawa Senators - Jason Spezza, Ottawa Senators - Ray Emery, Ottawa Senators - Jonathan Cheechoo, San Jose Sharks |

## Sista matchen
Bland de som gjorde sin sista säsongen i NHL märks:
| - Theoren Fleury, Chicago Blackhawks - Todd Gill, Chicago Blackhawks - Patrick Roy, Colorado Avalanche - Kevin Dineen, Columbus Blue Jackets - Kirk Muller, Dallas Stars - Ulf Dahlén, Dallas Stars - Adam Deadmarsh, Los Angeles Kings | - Mike Richter, New York Rangers - Pavel Bure, New York Rangers - Paul Ranheim, Phoenix Coyotes - Adam Graves, San Jose Sharks - Tom Barrasso, St Louis Blues - Phil Housley, Toronto Maple Leafs - Doug Gilmour, Toronto Maple Leafs |

## NHL awards
| NHL awards 2002–2003              | NHL awards 2002–2003                                                                  |
| --------------------------------- | ------------------------------------------------------------------------------------- |
| Presidents' Trophy:               | Ottawa Senators                                                                       |
| Prince of Wales Trophy:           | New Jersey Devils                                                                     |
| Clarence S. Campbell Bowl:        | Mighty Ducks of Anaheim                                                               |
| Art Ross Memorial Trophy:         | Peter Forsberg, Colorado Avalanche                                                    |
| Bill Masterton Memorial Trophy:   | Steve Yzerman, Detroit Red Wings                                                      |
| Calder Memorial Trophy:           | Barret Jackman, St. Louis Blues                                                       |
| Conn Smythe Trophy:               | Jean-Sébastien Giguère, Mighty Ducks of Anaheim                                       |
| Frank J. Selke Trophy:            | Jere Lehtinen, Dallas Stars                                                           |
| Hart Memorial Trophy:             | Peter Forsberg, Colorado Avalanche                                                    |
| Jack Adams Award:                 | Jacques Lemaire, Minnesota Wild                                                       |
| James Norris Memorial Trophy:     | Nicklas Lidström, Detroit Red Wings                                                   |
| King Clancy Memorial Trophy:      | Brendan Shanahan, Detroit Red Wings                                                   |
| Lady Byng Memorial Trophy:        | Aleksandr Mogilnyj, Toronto Maple Leafs                                               |
| Lester B. Pearson Award:          | Markus Näslund, Vancouver Canucks                                                     |
| Lester Patrick Trophy:            | Willie O'Ree, Raymond Bourque, Ron DeGregorio                                         |
| Maurice "Rocket" Richard Trophy:  | Milan Hejduk, Colorado Avalanche                                                      |
| NHL Plus/Minus Award:             | Peter Forsberg & Milan Hejduk, Colorado Avalanche                                     |
| Roger Crozier Saving Grace Award: | Marty Turco, Dallas Stars                                                             |
| Vezina Trophy:                    | Martin Brodeur, New Jersey Devils                                                     |
| William M. Jennings Trophy:       | Martin Brodeur, New Jersey Devils Roman Čechmánek & Robert Esche, Philadelphia Flyers |

## All-Star
| Första laget                        | Position | Andra laget                          |
| ----------------------------------- | -------- | ------------------------------------ |
| Martin Brodeur, New Jersey Devils   | M        | Marty Turco, Dallas Stars            |
| Al MacInnis, St. Louis Blues        | B        | Sergej Gontjar, Washington Capitals  |
| Nicklas Lidström, Detroit Red Wings | B        | Derian Hatcher, Dallas Stars         |
| Peter Forsberg, Colorado Avalanche  | C        | Joe Thornton, Boston Bruins          |
| Todd Bertuzzi, Vancouver Canucks    | HF       | Milan Hejduk, Colorado Avalanche     |
| Markus Näslund, Vancouver Canucks   | VF       | Paul Kariya, Mighty Ducks of Anaheim |